# Wybory prezydenckie w Stanach Zjednoczonych w 2004 roku
Wybory prezydenckie w Stanach Zjednoczonych w 2004 roku − pięćdziesiąte piąte wybory prezydenckie, w których głosowanie wyborców odbyło się 2 listopada 2004 roku. W walce o najwyższy urząd w Stanach Zjednoczonych zmierzyli się m.in. urzędujący prezydent George Bush oraz ówczesny senator John Kerry. W wyniku wyborów George Bush został wybrany na drugą kadencję
| 2000 ← 2 XI 2004 → 2008    | George Bush          | John Kerry           |
| -------------------------- | -------------------- | -------------------- |
|                            |                      |                      |
| Partia polityczna          | Partia Republikańska | Partia Demokratyczna |
| Stan macierzysty           | Teksas               | Massachusetts        |
| Kandydat na wiceprezydenta | Dick Cheney          | John Edwards         |
| Głosy elektorskie          | 286                  | 252                  |
| Głosy powszechne           | 62 040 610           | 59 028 444           |
| Stany                      | 31                   | 19 + DC              |
| Wynik procentowy           | 50,7%                | 48,3%                |

## Główni kandydaci
| Lp. | Kandydat na prezydenta | Kandydat na wiceprezydenta | Logo kampanii | Partia               | Hasło wyborcze                                                                                    |
| --- | ---------------------- | -------------------------- | ------------- | -------------------- | ------------------------------------------------------------------------------------------------- |
| 1.  | George W. Bush         | Dick Cheney                |               | Partia Republikańska | Bezpieczniejszy świat i bardziej pełna nadziei Ameryka (A Safer world and a more hopeful America) |
| 2.  | John Kerry             | John Edwards               |               | Partia Demokratyczna | Silniejsza Ameryka (A Stronger America)                                                           |

## Wyniki głosowania wśród pozostałych, nieliczących się kandydatów
- Jeden głos elektorski na Johna Edwardsa (ze stanu Minnesota, gdzie wygrał Kerry)
- Ralph Nader (Reform Party) – 463 647 głosów powszechnych (0,38%) i 0 elektorskich
- Michael Badnarik (Libertarian Party) – 397 234 głosów powszechnych (0,32%) i 0 elektorskich
- Michael Anthony Peroutka (Constitution Party) – 143 609 głosów powszechnych (0,12%) i 0 elektorskich
- David Cobb (Green Party) – 119 862 głosów powszechnych (0,10%) i 0 elektorskich
- Jedenastu pozostałych kandydatów łącznie (każdy z nich poniżej 30 tys. głosów i poniżej 0,03% głosów) – 59 275 głosów powszechnych (0,05%) i 0 elektorskich
- Kandydaci dopisani przez wyborców łącznie – 37 190 głosów powszechnych (0,03%) i 0 elektorskich
- Głosy skreślające wszystkich kandydatów – 3688 głosów powszechnych (0,00%)
- Wszystkie głosy ważne łącznie – 122 280 899